# KOTEZ
KOTEZ（こてつ、1971年4月23日 - ） は、東京都生まれのハーモニカ奏者、歌手。

## 来歴
忌野清志郎の影響で17歳の頃にハーモニカを始める。1997年より他アーティストのレコーディングに参加するようになり、2001年ピアニストYANCYとのデュオKOTEZ & YANCYでアルバム・デビュー。
現在はKOTEZ＆YANCY を始めblues.the-butcher-590213、三宅伸治＆The Red Rocksなどのバンド、ユニットで幅広く活動している。

## ディスコグラフィー

### KOTEZ & YANCY
- 2001年 『Road Movie』(Pヴァイン)
- 2002年 『Organic Music』(Pヴァイン)
- 2007年 『221』(Airplane)
- 2017年 『Here Comes The Band』(Airplane)

### blues.the-butcher-590213
- 2008年 『Spoonful』 (Pヴァイン)
- 2009年 『Mojo Boogie』 (Pヴァイン)
- 2008年 『Rockin’with Monsieur』 (Pヴァイン) ※ムッシュかまやつとの共演
- 2011年 『Voo Doo Music』 (Pヴァイン)
- 2013年 『The Sure Shot Live』 (Pヴァイン) ※ジェイムズ・ギャドソンとの共演
- 2014年 『In The Basement』 (Pヴァイン)
- 2016年 『Three O'Clock Blues』 (Pヴァイン)
- 2017年 『Rockin' And Rollin'』 (Pヴァイン) ※うつみようことの共演
- 2019年 『Blues Before Sunrise』 (Pヴァイン) ※うつみようことの共演
- 2023年 『Feel Like Going Home』 (Pヴァイン)

### Mooney & KOTEZ
- 2020年 『Mooney meets KOTEZ』 (Airplane)
- 2023年 『Let’s Christmas』 (Airplane)

### 三宅伸治
- 2020年 三宅伸治 & The Spoonful『Welcome Home』 (Pヴァイン)
- 2020年 三宅伸治 & Santa Clauses『Rainbow Christmas』 (Pヴァイン)
- 2021年 三宅伸治 ＆ The Red Rocks『Red Thanks』 (Pヴァイン)
- 2022年 三宅伸治 ＆ Santa Clauses『Rainbow Christmas LIVE』 (Pヴァイン)

### その他
- 2021年 ビリケンブラザーズ『Trippin' Orchestra』 (インペリアル)